# Harthill, Skottland
Harthill är en ort i Storbritannien.   Den ligger i kommunen North Lanarkshire och riksdelen Skottland, i den centrala delen av landet, 500 km nordväst om huvudstaden London. Harthill ligger 179 meter över havet och antalet invånare är 3 464.
Terrängen runt Harthill är platt. Runt Harthill är det tätbefolkat, med 331 invånare per kvadratkilometer. Närmaste större samhälle är Livingston, 14,7 km öster om Harthill. Trakten runt Harthill består i huvudsak av gräsmarker.